# Indiskt droppgräs
Indiskt droppgräs (Sporobolus indicus) är en gräsart som först beskrevs av Carl von Linné, och fick sitt nu gällande namn av Robert Brown. Enligt Catalogue of Life ingår Indiskt droppgräs i släktet droppgräs och familjen gräs, men enligt Dyntaxa är tillhörigheten istället släktet droppgräs och familjen gräs. Arten förekommer tillfälligt i Sverige, men reproducerar sig inte. Inga underarter finns listade i Catalogue of Life.

## Bildgalleri

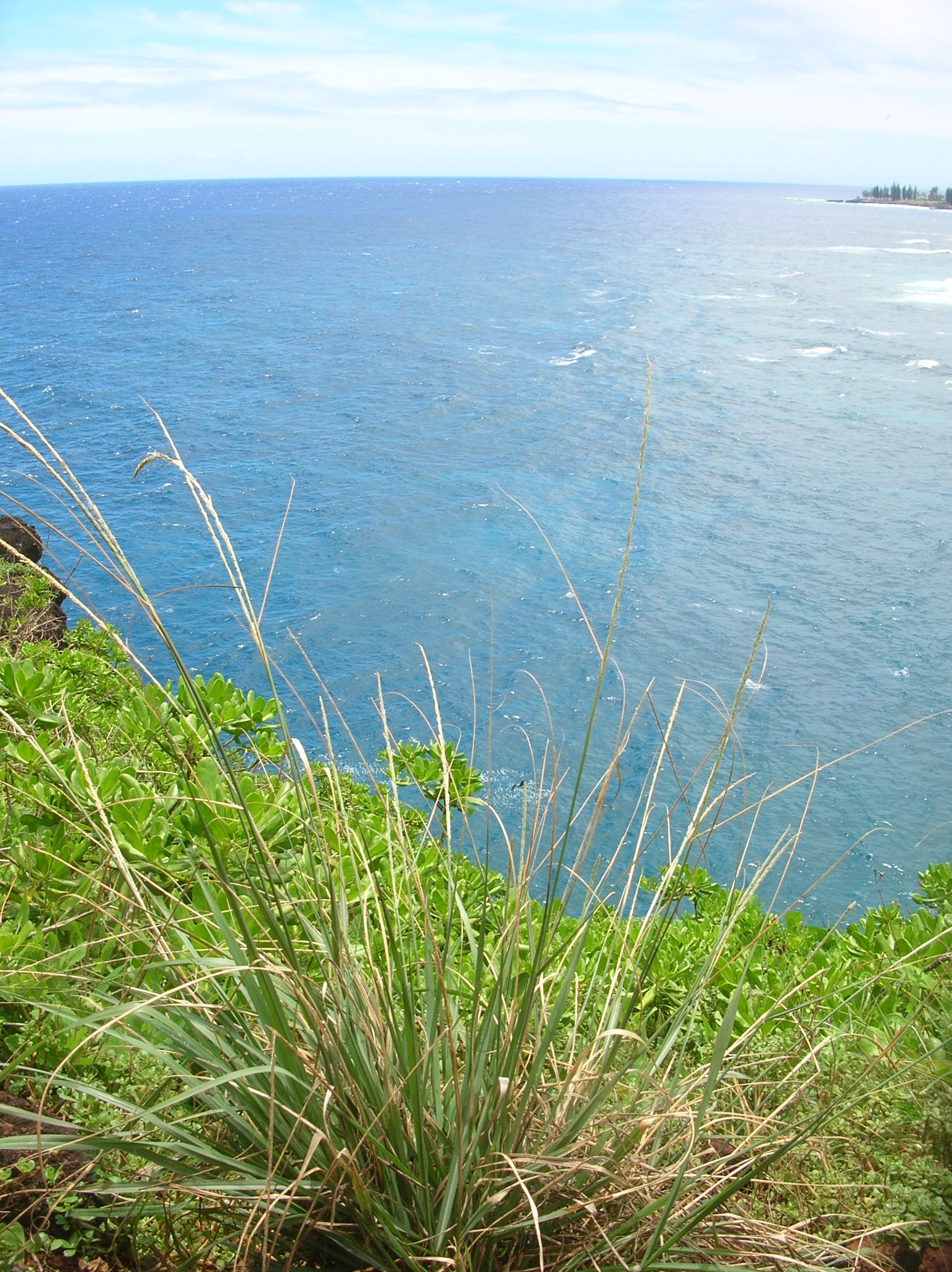
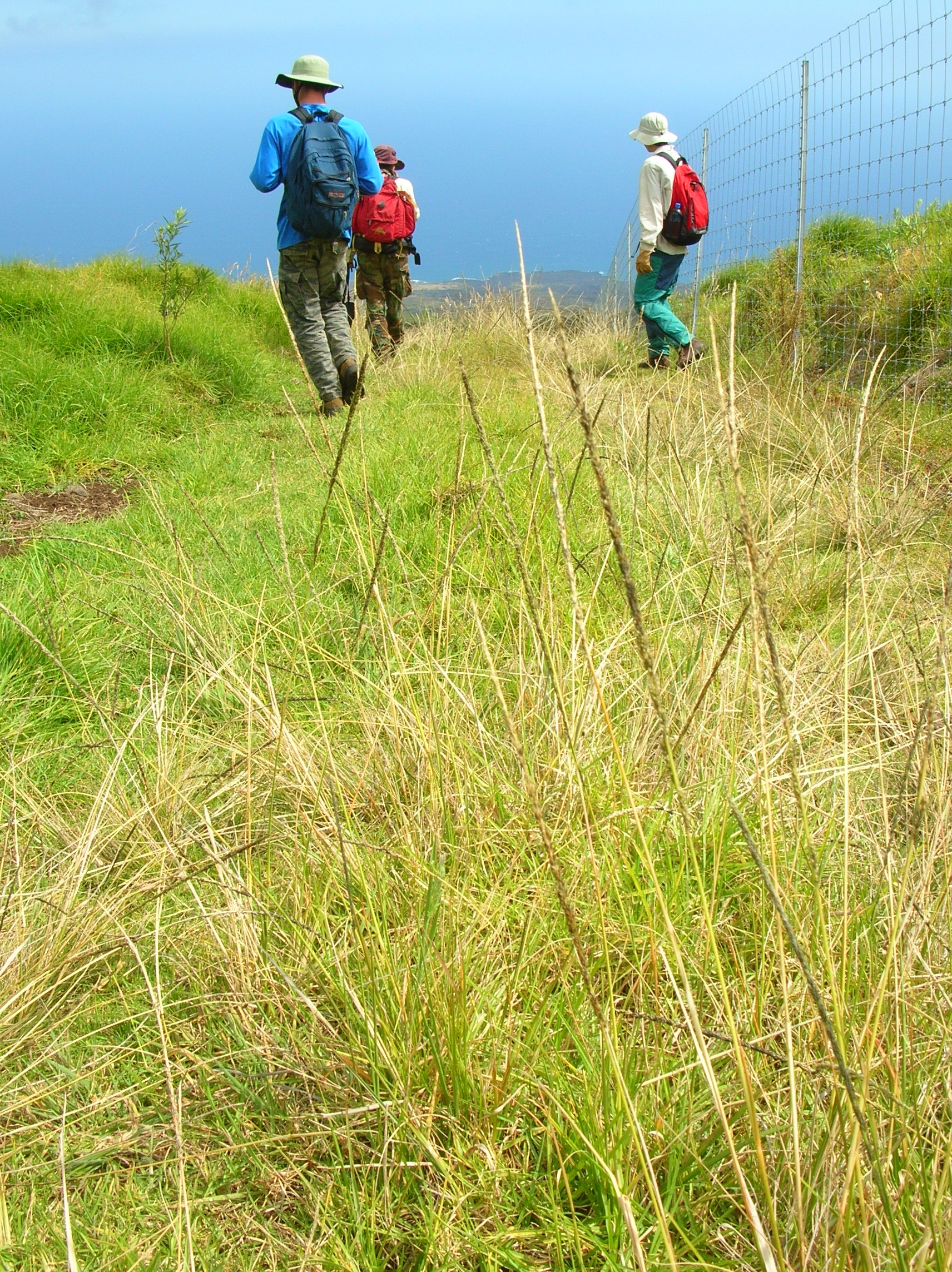
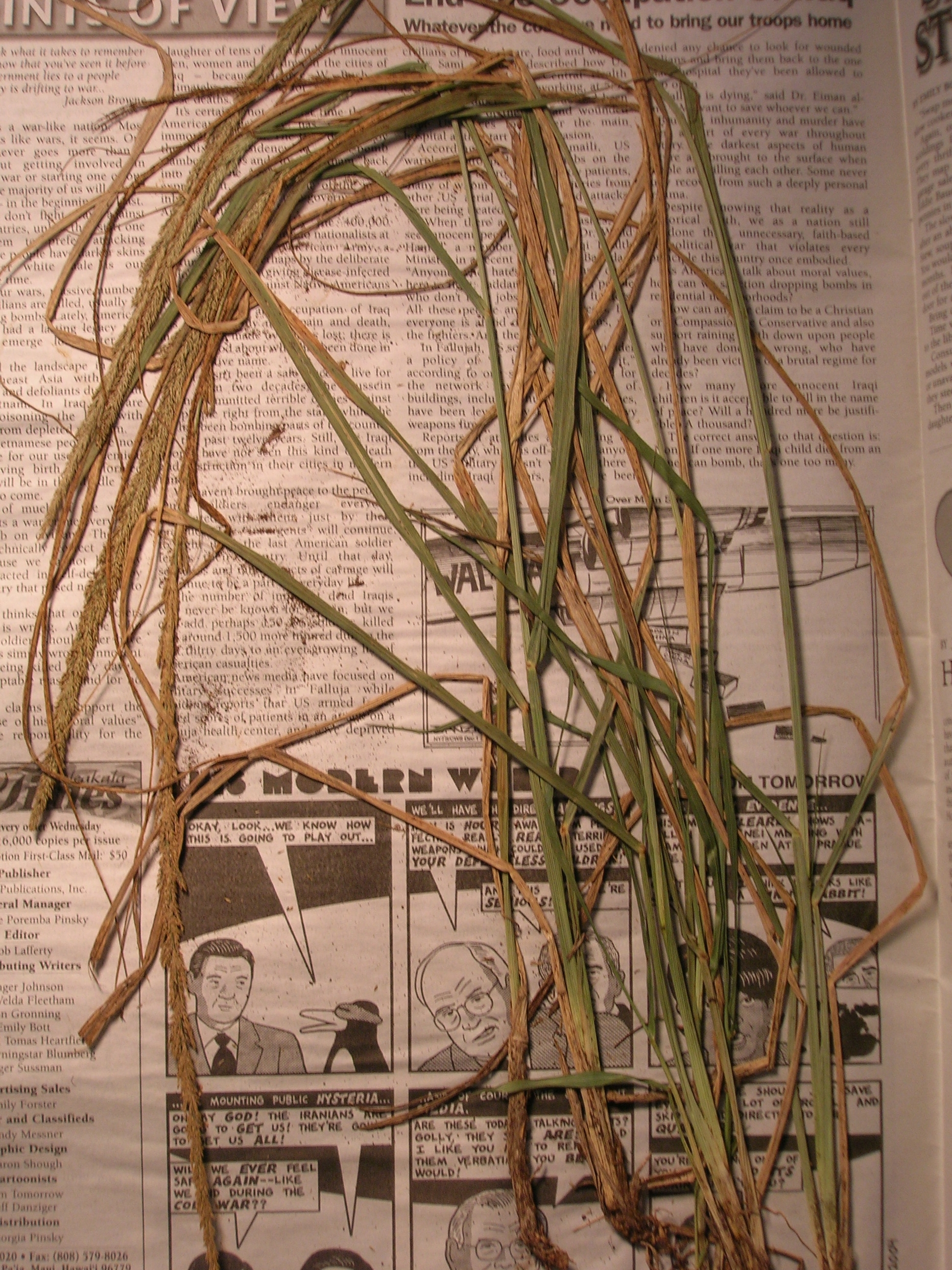
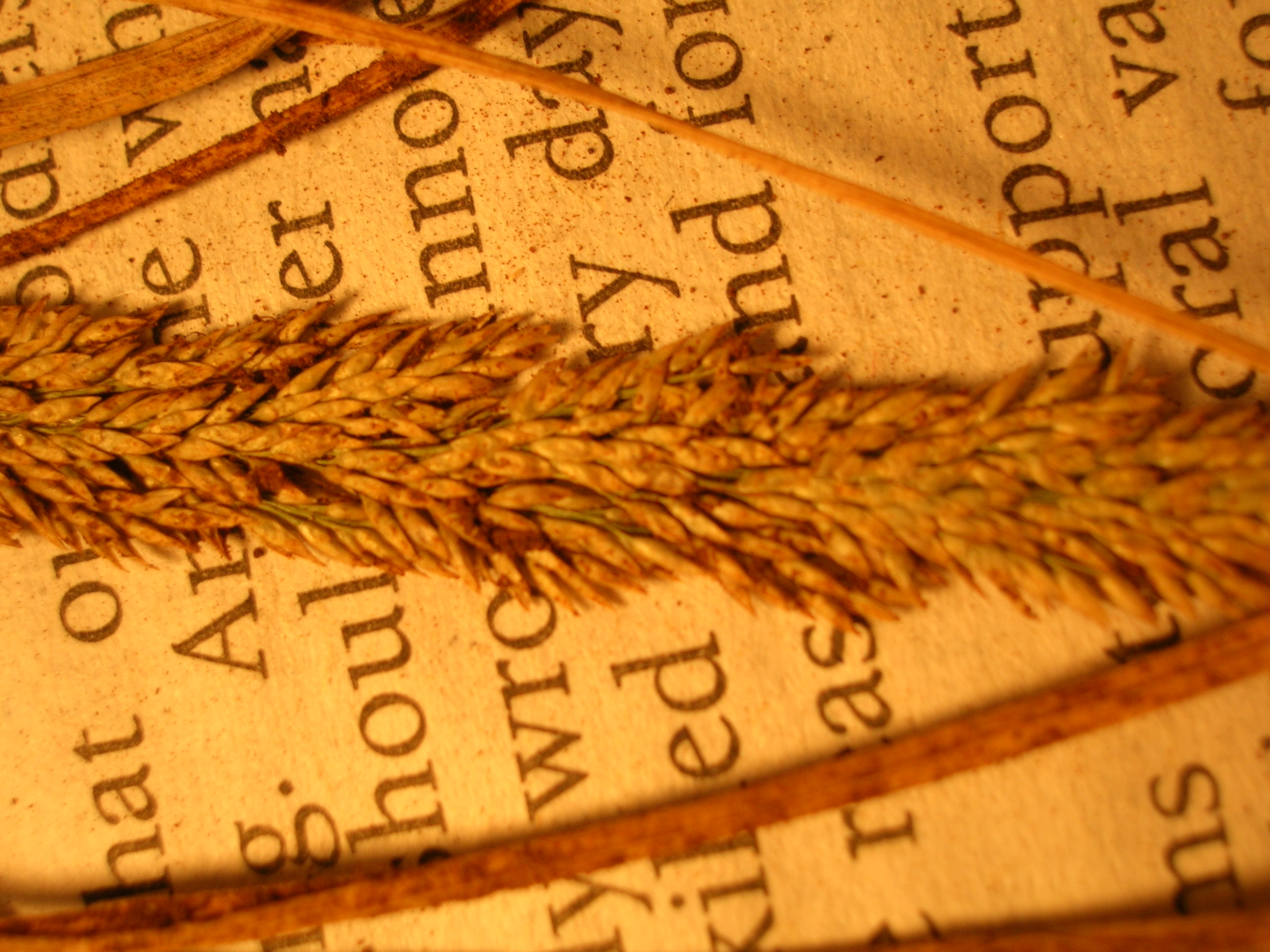